# 大旺吉伸
大旺 吉伸（だいおう よしのぶ、1949年6月23日 - ）は、富山県新湊市八幡町（現・同県射水市八幡町）出身で二子山部屋に所属した大相撲力士。本名は荒谷 邦治（あらたに くにはる）。身長186cm、体重106kg。最高位は東前頭4枚目（1975年1月場所）。得意手は右四つ、上手投げ、吊り。
「そっぷ型」力士の典型とされた。

## 来歴・人物
1964年、15歳で角界入り。同年11月場所で初土俵を踏み、翌年3月場所にて、「若神（わかじん）」の四股名で序ノ口に付いた。
その後、「大旺」→「威光（いつひかり）」と2度改名したが、1972年3月場所で「大旺」に再改名してからは廃業までそのまま通した。
新十両昇進は、1972年5月場所。十両を4場所連続勝ち越しで突破し、翌年1月、23歳で新入幕を果たした。
入幕時の身長は186cmと力士として申し分ないものであったが、体重が100kg前後しかなく、相手に十分に組まれると分が悪かった。幕内で大勝ちしたのは3度目の入幕時の1974年11月場所のみ（成績は10勝5敗）で、翌場所、自己最高位となる東前頭4枚目に進出したものの横綱・大関陣からは1勝も挙げられなかった。
1978年1月からの4年間は、1場所幕内に上がっただけで、他の23場所はすべて十両に在った。
1981年11月場所前、32歳で廃業。序ノ口に付いた1965年3月場所から、廃業直前の1981年9月場所千秋楽までのおよそ16年半で、「1156番連続出場」という記録を残している。
事実上の最終場所となった9月場所では、東十両11枚目で8勝7敗と勝ち越したにもかかわらず、翌場所番付に名を残したまま廃業した。「昔から料理店経営に憧れており、十分働けるうちに第二の人生を歩みたかった」と言う一方、「廃業」というよりも当時の師匠・二子山に「辞めさせられた」とも証言している。
現在は東京都板橋区にて、相撲料理の店「相撲茶屋 大旺」を経営している。

## エピソード
1974年5月29日、同部屋の若獅子（最高位・小結）と東京都新宿区内の京王プラザホテルにて、大相撲界初の「合同結婚式」を行った。これは師匠から「何度もお客さんを呼ぶより、面倒だから一度にしろ」と言われたためである。この結婚式の実現に当たっては自らの夫人及び若獅子夫人の了解を得るなど、様々な難関があったとされる。
関取を通算58場所務めながら引退相撲はおろか断髪式も行っておらず、料理店を経営した当初は「一国一城の主になったらマゲを切る」という腹づもりであった。しかし『相撲』の「花道を去った男たち」のコーナーに登場した際、引退後20年近く過ぎてもマゲが残っており、「（店の）看板代わりで切るに切れなくなり、自分で結っている」という状況だった。
しかし、日本相撲協会の停年時期に当たる65歳の誕生日を迎える前に、断髪したという。
1973年9月場所9日目の二子山部屋座談会に出席した若獅子曰く、やせの大食いであり、かつ人はいいが頭が弱いとのこと。輪島に似ており、サインを頼まれた時に本当に輪島に間違われたことがある。稽古熱心であり、言われなくても稽古はきちんと行い、意志が強く酒にも強かった。
貴ノ花のことを二子山以上に慕っていた。

## 主な成績
- 通算成績：587勝569敗 勝率.508
- 幕内成績：57勝93敗 勝率.380
- 現役在位：101場所
- 幕内在位：10場所
- 連続出場：1156番（1965年3月場所-1981年9月場所）
- 各段優勝
  - 序二段優勝：1回（1966年1月場所）

### 場所別成績
| | 一月場所 初場所（東京） | 三月場所 春場所（大阪） | 五月場所 夏場所（東京） | 七月場所 名古屋場所（愛知） | 九月場所 秋場所（東京） | 十一月場所 九州場所（福岡） |
| --- | ----------------------- | ----------------------- | ----------------------- | --------------------------- | ----------------------- | --------------------------- |
| 1964年 （昭和39年） | x                       | x                       | x                       | x                           | x                       | （前相撲）                  |
| 1965年 （昭和40年） | （前相撲）              | 東序ノ口19枚目 4–3      | 東序二段117枚目 5–2     | 東序二段54枚目 4–3          | 東序二段36枚目 3–4      | 西序二段53枚目 3–4          |
| 1966年 （昭和41年） | 東序二段74枚目 優勝 7–0 | 西三段目64枚目 2–5      | 東三段目87枚目 3–4      | 西三段目95枚目 5–2          | 西三段目53枚目 3–4      | 西三段目64枚目 4–3          |
| 1967年 （昭和42年） | 東三段目52枚目 5–2      | 西三段目19枚目 4–3      | 東三段目50枚目 3–4      | 西三段目61枚目 4–3          | 西三段目46枚目 5–2      | 西三段目20枚目 5–2          |
| 1968年 （昭和43年） | 東幕下56枚目 2–5        | 東三段目12枚目 4–3      | 西三段目2枚目 3–4       | 西三段目6枚目 7–0           | 西幕下28枚目 3–4        | 西幕下33枚目 5–2            |
| 1969年 （昭和44年） | 東幕下19枚目 3–4        | 西幕下22枚目 4–3        | 西幕下17枚目 4–3        | 東幕下14枚目 6–1            | 西幕下2枚目 3–4         | 西幕下4枚目 3–4             |
| 1970年 （昭和45年） | 西幕下7枚目 4–3         | 東幕下6枚目 2–5         | 西幕下19枚目 3–4        | 東幕下24枚目 4–3            | 西幕下18枚目 5–2        | 東幕下8枚目 3–4             |
| 1971年 （昭和46年） | 東幕下13枚目 5–2        | 西幕下6枚目 4–3         | 西幕下3枚目 3–4         | 西幕下7枚目 3–4             | 西幕下13枚目 5–2        | 西幕下7枚目 5–2             |
| 1972年 （昭和47年） | 西幕下2枚目 4–3         | 東幕下2枚目 4–3         | 西十両11枚目 8–7        | 西十両7枚目 8–7             | 西十両3枚目 9–6         | 東十両筆頭 9–6              |
| 1973年 （昭和48年） | 西前頭13枚目 7–8        | 西十両筆頭 8–7          | 東十両筆頭 8–7          | 西前頭13枚目 3–12           | 東十両7枚目 9–6         | 西十両4枚目 10–5            |
| 1974年 （昭和49年） | 東十両筆頭 3–12         | 西十両9枚目 9–6         | 東十両5枚目 7–8         | 西十両8枚目 8–7             | 西十両3枚目 9–6         | 西前頭13枚目 10–5           |
| 1975年 （昭和50年） | 東前頭4枚目 5–10        | 西前頭11枚目 8–7        | 東前頭9枚目 2–13        | 西十両4枚目 6–9             | 西十両9枚目 8–7         | 東十両9枚目 7–8             |
| 1976年 （昭和51年） | 西十両11枚目 8–7        | 東十両10枚目 8–7        | 東十両7枚目 8–7         | 東十両4枚目 5–10            | 東十両12枚目 9–6        | 西十両5枚目 7–8             |
| 1977年 （昭和52年） | 西十両6枚目 8–7         | 西十両4枚目 9–6         | 東前頭13枚目 8–7        | 西前頭10枚目 8–7            | 西前頭8枚目 2–13        | 西十両4枚目 6–9             |
| 1978年 （昭和53年） | 西十両8枚目 8–7         | 西十両7枚目 8–7         | 西十両6枚目 8–7         | 西十両4枚目 8–7             | 西十両2枚目 9–6         | 西前頭12枚目 4–11           |
| 1979年 （昭和54年） | 西十両6枚目 8–7         | 東十両4枚目 7–8         | 東十両5枚目 8–7         | 西十両筆頭 4–11             | 西十両9枚目 9–6         | 東十両5枚目 7–8             |
| 1980年 （昭和55年） | 東十両7枚目 8–7         | 東十両6枚目 8–7         | 西十両4枚目 7–8         | 西十両6枚目 6–9             | 東十両11枚目 12–3       | 西十両筆頭 7–8              |
| 1981年 （昭和56年） | 西十両2枚目 4–11        | 西十両10枚目 9–6        | 西十両4枚目 8–7         | 西十両筆頭 5–10             | 東十両11枚目 8–7        | 東十両9枚目 引退 0–0–0      |
| 各欄の数字は、「勝ち-負け-休場」を示す。 優勝 引退 休場 十両 幕下 三賞：敢=敢闘賞、殊=殊勲賞、技=技能賞 その他：★=金星 番付階級：幕内 - 十両 - 幕下 - 三段目 - 序二段 - 序ノ口 幕内序列：横綱 - 大関 - 関脇 - 小結 - 前頭（「#数字」は各位内の序列） |                         |                         |                         |                             |                         |                             |

### 幕内対戦成績
| 力士名   | 勝数 | 負数 | 力士名 | 勝数 | 負数 | 力士名 | 勝数 | 負数 | 力士名   | 勝数 | 負数 |
| -------- | ---- | ---- | ------ | ---- | ---- | ------ | ---- | ---- | -------- | ---- | ---- |
| 青葉城   | 1    | 2    | 青葉山 | 0    | 2    | 旭國   | 0    | 1    | 荒勢     | 1    | 2    |
| 岩下     | 1    | 0    | 大潮   | 2    | 3    | 大錦   | 1    | 4    | 大登     | 2    | 0    |
| 大鷲     | 1    | 4    | 魁輝   | 2    | 2    | 魁傑   | 0    | 1    | 金城     | 1    | 3    |
| 北瀬海   | 3    | 2    | 麒麟児 | 1    | 2    | 蔵間   | 1    | 1    | 黒瀬川   | 1    | 0    |
| 黒姫山   | 0    | 2    | 高鉄山 | 0    | 1    | 琴風   | 0    | 1    | 琴ヶ嶽   | 0    | 1    |
| 琴乃富士 | 2    | 1    | 琴若   | 0    | 1    | 金剛   | 1    | 2    | 白田山   | 1    | 2    |
| 大受     | 0    | 2    | 大竜川 | 2    | 1    | 高見山 | 0    | 2    | 玉輝山   | 0    | 2    |
| 玉ノ冨士 | 1    | 1    | 千代櫻 | 1    | 0    | 天龍   | 1    | 2    | 時葉山   | 1    | 1    |
| 栃赤城   | 1    | 3    | 栃東   | 1    | 0    | 長岡   | 0    | 1    | 羽黒岩   | 2    | 0    |
| 播竜山   | 2    | 3    | 福の花 | 0    | 4    | 富士櫻 | 1    | 1    | 前の山   | 0    | 1    |
| 増位山   | 1    | 2    | 舛田山 | 1    | 2    | 丸山   | 1    | 0    | 三重ノ海 | 1    | 0    |
| 三杉磯   | 1    | 0    | 陸奥嵐 | 0    | 3    | 豊山   | 0    | 4    | 琉王     | 2    | 1    |
| 龍虎     | 1    | 0    | 若ノ海 | 2    | 2    | 若二瀬 | 1    | 0    | 輪島     | 0    | 1    |
| 鷲羽山   | 0    | 1    |        |      |      |        |      |      |          |      |      |